# Herta Bergmann
Herta Bergmann (* 13. August 1926 in Bullendorf) ist eine ehemalige Funktionärin der SED und FDJ. Sie gehörte dem ersten Zentralkomitee der SED an, war sächsische Landtagsabgeordnete und Mitglied der Länderkammer der DDR.

## Leben
Herta Bergmann wurde am 13. August 1926 in der deutschsprachigen Gemeinde Bullendorf in Böhmen als Kind einer Arbeiterfamilie geboren. Nach dem Besuch der Volks- und Oberschule lernte sie noch an einer Frauenfachschule und einem Kindergärtnerinnenseminar. Anschließend war sie als Kindergärtnerin tätig.
Bedingt durch die Beneš-Dekrete musste Bergmann nach Kriegsende im Rahmen der Vertreibung der Deutschen aus der Tschechoslowakei ihre Heimat verlassen. Durch die Nähe von Bullendorf zum nunmehr neu gestalteten Dreiländereck um Zittau fiel die Umsiedlung nicht gravierend aus, Bergmann ließ sich im Zittauer Raum nieder. 1945 trat sie in die SPD ein, 1946 wurde sie mit der Zwangsvereinigung von SPD und KPD Mitglied der SED. Bergmann engagierte sich auf Grund ihres erlernten Berufes als Kindergärtnerin, den sie in einem Zittauer Betriebskindergarten wieder ausübte, vor allem im Jugendbereich. Sie wurde 1946 Mitglied der neu gegründeten FDJ und arbeitete in der Folge als Pionierleiterin. Innerhalb der sächsischen FDJ nahm ihre Karriere einen raschen Aufstieg, sie wurde zunächst als Sekretärin der FDJ-Kreisleitung Zittaus eingesetzt. Von 1948 bis 1952 gehörte sie dem FDJ-Landesvorstand Sachsen an. Die SED schickte die gerade erst 24-Jährige 1950 in den Kreis Zwickau-Land, wo sie in den folgenden Jahren als Sekretärin in der SED-Kreisleitung Zwickau tätig war. Im Verantwortungsbereich dieser Kreisleitung lag auch das republikweit enorm wichtige Zwickauer Steinkohlenrevier. Da die SED-Führung mittlerweile auch auf die junge Genossin aufmerksam geworden war, wurde sie auf dem III. Parteitag der SED im Juli 1950 als Mitglied des ZK der SED gewählt, was ihre Position in der rauen Welt der Bergleute wohl stärken sollte. Sie war damit gleichzeitig das jüngste Mitglied des neugeschaffenen Zentralkomitees, die ein Jahr jüngere Margot Feist wurde „nur“ zur Kandidatin des ZK gewählt. Im Oktober 1950 stellte die FDJ Herta Bergmann als Kandidatin für den Sächsischen Landtag zur Wahl. Nachdem sie durch die Einheitswahl Landtagsabgeordnete geworden war, entsandte sie der Sächsische Landtag auch in die Länderkammer der DDR als Vertreterin Sachsens. Im Landtag leitete Bergmann den Ausschuss für Jugend und Volksbildung. Im Rahmen ihrer Tätigkeit im Jugendbereich delegierte die SED sie 1951 zu einer Studienreise in die Sowjetunion, bei der sie auch die Pionierrepublik Artek besuchte. Diese Einrichtung wurde Vorbild für die 1952 eröffnete Pionierrepublik Wilhelm Pieck am Werbellinsee, zu dessen erster Leiterin Herta Bergmann ernannt wurde.
Nach der Auflösung der Länder in der DDR entstand ab Mitte 1952 durch die Anpassung der Parteiorganisation an die Bezirksstruktur ein erhöhter Kaderbedarf. In Folge dieser Neustrukturierung wurde Herta Bergmann ab August des gleichen Jahres als Sekretärin für Kultur und Volksbildung der SED-Bezirksleitung Chemnitz, später Karl-Marx-Stadt eingesetzt. In der Folge widmete sich Bergmann mit zunehmendem Alter auch frauenpolitischen Themen, wie ihr Referat auf der Konferenz werktätiger Frauen vom 24./25. Oktober 1953 zeigt. Die Karriere Bergmanns nahm jedoch im Frühjahr 1954 ein jähes Ende. Am 10. März 1954 stimmte das Sekretariat des ZK der SED einer Empfehlung der Zentralen Parteikontrollkommission zu, sie aus Gründen der Sicherheit nicht mehr zur Wahl für das Sekretariat der SED-Bezirksleitung Karl-Marx-Stadt aufzustellen. Herta Bergmann hatte eine frühere Bekanntschaft zu einem NSDAP-Funktionär in den parteiüblichen Fragebögen unterschlagen. Dementsprechend wurde sie auch nicht wieder in das ZK der SED gewählt. Ihr wurde eine Stelle im Rundfunk der DDR zugewiesen.